# Collegio elettorale della Spezia (Senato della Repubblica)
Il collegio elettorale della Spezia fu un collegio elettorale uninominale della Repubblica Italiana appartenente alla circoscrizione Liguria; fu utilizzato per eleggere un senatore della Repubblica dalla I alla XIV legislatura, sebbene con forme diverse e sistemi elettorali diversi.

## Storia
Il collegio venne creato nel 1948 secondo la legge n. 29 del 6 febbraio 1948 la quale, pur basandosi sull'impianto proporzionale in vigore per la Camera, rispetto a quest'ultima conteneva alcuni piccoli correttivi in senso maggioritario. Tale legge ebbe il suo definitivo perfezionamento col Testo Unico n. 361 del 1957. Differentemente dalla Camera, la legge elettorale del Senato si articolava su base regionale, seguendo il dettato costituzionale (art.57). Ogni Regione era suddivisa in tanti collegi uninominali quanti erano i seggi ad essa assegnati. All'interno di ciascun collegio, veniva eletto il candidato che avesse raggiunto il quorum del 65% delle preferenze: tale soglia, oggettivamente di difficilissimo conseguimento, tradiva l'impianto proporzionale su cui era concepito anche il sistema elettorale della Camera Alta. Qualora, come normalmente avveniva, nessun candidato avesse conseguito l'elezione, i voti di tutti i candidati venivano raggruppati in liste di partito a livello regionale, dove i seggi venivano allocati utilizzando il metodo D'Hondt delle maggiori medie statistiche e quindi, all'interno di ciascuna lista, venivano dichiarati eletti i candidati con le migliori percentuali di preferenza.
Nel 1993, con la cosiddetta Legge Mattarella (Legge n. 276, Norme per l'elezione del Senato della Repubblica), attuata in seguito al referendum abrogativo del 1993, venne istituito per la Camera dei deputati e per il Senato della Repubblica un sistema di elezione misto, in parte maggioritario e in parte proporzionale. Il 75% dei parlamentari dell'assemblea veniva eletto in collegi uninominali tramite sistema maggioritario a turno unico; il restante 25% al Senato veniva eletto tramite recupero proporzionale dei più votati non eletti attraverso un meccanismo di calcolo denominato "scorporo", cioè sottraendo dal conteggio dei voti totali di una lista nella parte proporzionale i voti ottenuti dai candidati collegati alla medesima lista che erano eletti nei collegi uninominali con il sistema maggioritario.
Il collegio venne abolito insieme a tutti gli altri che costituivano il Senato con la promulgazione della legge elettorale successiva, la cosiddetta Legge Calderoli. Questa prevedeva un sistema proporzionale con premio di maggioranza, che al Senato veniva attribuito a livello regionale.

## 1948-1993

### Territorio
Il collegio di La Spezia era uno degli 8 collegi uninominali in cui era suddivisa la Liguria; era interamente compreso nella provincia della Spezia e comprendeva i seguenti comuni: Ameglia, Arcola, Beverino, Bolano, Borghetto di Vara, Brugnato, Calice al Cornoviglio, Carro, Carrodano, Castelnuovo Magra, Follo, La Spezia, Lerici, Pignone, Portovenere, Riccò del Golfo di Spezia, Riomaggiore, Rocchetta di Vara, Santo Stefano di Magra, Sarzana, Sesta Godano, Varese Ligure, Vernazza, Vezzano Ligure e Zignago.

### Dati elettorali

#### I legislatura
|                                                                                | Ezio Pontremoli ✔️ Eletto | Fronte Democratico Popolare                      | 61 113  | 51,08 |  |  |  |  |  |
|                                                                                | Paolo Borachia            | Democrazia Cristiana                             | 47 262  | 39,50 |  |  |  |  |  |
|                                                                                | Gaetano Squadroni         | Unità Socialista - Partito Repubblicano Italiano | 9 427   | 7,88  |  |  |  |  |  |
|                                                                                | Cesare Savoia             | Blocco Nazionale                                 | 1 848   | 1,54  |  |  |  |  |  |
| Totale                                                                         | Totale                    | Totale                                           | 119 650 | 100   |  |  |  |  |  |
|                                                                                |                           |                                                  |         |       |  |  |  |  |  |
| Voti non validi                                                                | Voti non validi           | Voti non validi                                  | 5 079   | 4,07  |  |  |  |  |  |
| Votanti                                                                        | Votanti                   | Votanti                                          | 124 729 | 91,58 |  |  |  |  |  |
| Elettori                                                                       | Elettori                  | Elettori                                         | 136 193 |       |  |  |  |  |  |
|                                                                                |                           |                                                  |         |       |  |  |  |  |  |
| Nota: quorum del 65% non raggiunto; ripartizione dei seggi a livello regionale |                           |                                                  |         |       |  |  |  |  |  |
| Data: 18 aprile 1948                                                           |                           |                                                  |         |       |  |  |  |  |  |
| Fonte: Ministero dell'interno                                                  |                           |                                                  |         |       |  |  |  |  |  |

#### II legislatura
|                                                                                | Paolo Borachia    | Democrazia Cristiana                    | 49 211  | 37,94 |  |  |  |  |  |
|                                                                                | Umberto Terracini | Partito Comunista Italiano              | 43 924  | 33,87 |  |  |  |  |  |
|                                                                                | Agostino Bronzi   | Partito Socialista Italiano             | 17 053  | 13,15 |  |  |  |  |  |
|                                                                                | Antonio Gaviati   | Partito Socialista Democratico Italiano | 5 454   | 4,21  |  |  |  |  |  |
|                                                                                | Teucle Meneghini  | Movimento Sociale Italiano              | 5 298   | 4,08  |  |  |  |  |  |
|                                                                                | Pietro Morelli    | PLI - PRI                               | 4 162   | 3,21  |  |  |  |  |  |
|                                                                                | Emilio Camaiora   | Partito Nazionale Monarchico            | 3 047   | 2,35  |  |  |  |  |  |
|                                                                                | Giulio Bertonelli | Unità Popolare                          | 1 019   | 0,79  |  |  |  |  |  |
|                                                                                | Ettore Monacci    | Alleanza Democratica Nazionale          | 529     | 0,41  |  |  |  |  |  |
| Totale                                                                         | Totale            | Totale                                  | 129 697 | 100   |  |  |  |  |  |
|                                                                                |                   |                                         |         |       |  |  |  |  |  |
| Voti non validi                                                                | Voti non validi   | Voti non validi                         | 4 853   | 3,61  |  |  |  |  |  |
| Votanti                                                                        | Votanti           | Votanti                                 | 134 550 | 93,84 |  |  |  |  |  |
| Elettori                                                                       | Elettori          | Elettori                                | 143 383 |       |  |  |  |  |  |
|                                                                                |                   |                                         |         |       |  |  |  |  |  |
| Nota: quorum del 65% non raggiunto; ripartizione dei seggi a livello regionale |                   |                                         |         |       |  |  |  |  |  |
| Data: 7 giugno 1953                                                            |                   |                                         |         |       |  |  |  |  |  |
| Fonte: Ministero dell'interno                                                  |                   |                                         |         |       |  |  |  |  |  |

#### III legislatura
|                                                                                | Giorgio Morandi            | Democrazia Cristiana                    | 52 251  | 38,24 |  |  |  |  |  |
|                                                                                | Mario Montagnana ✔️ Eletto | Partito Comunista Italiano              | 44 580  | 32,63 |  |  |  |  |  |
|                                                                                | Agostino Bronzi            | Partito Socialista Italiano             | 20 061  | 14,68 |  |  |  |  |  |
|                                                                                | Pierino De Filippi         | Partito Socialista Democratico Italiano | 5 531   | 4,05  |  |  |  |  |  |
|                                                                                | Teucle Meneghini           | Movimento Sociale Italiano              | 5 028   | 3,68  |  |  |  |  |  |
|                                                                                | Spartaco Sassano           | PRI - PR                                | 2 996   | 2,19  |  |  |  |  |  |
|                                                                                | Pietro Morelli             | Partito Liberale Italiano               | 2 909   | 2,13  |  |  |  |  |  |
|                                                                                | Renato Rinaldi             | Partito Nazionale Monarchico            | 2 434   | 1,78  |  |  |  |  |  |
|                                                                                | Agenore Bertocchi          | Partito Monarchico Popolare             | 843     | 0,62  |  |  |  |  |  |
| Totale                                                                         | Totale                     | Totale                                  | 136 633 | 100   |  |  |  |  |  |
|                                                                                |                            |                                         |         |       |  |  |  |  |  |
| Voti non validi                                                                | Voti non validi            | Voti non validi                         | 5 751   | 4,04  |  |  |  |  |  |
| Votanti                                                                        | Votanti                    | Votanti                                 | 142 384 | 93,76 |  |  |  |  |  |
| Elettori                                                                       | Elettori                   | Elettori                                | 151 860 |       |  |  |  |  |  |
|                                                                                |                            |                                         |         |       |  |  |  |  |  |
| Nota: quorum del 65% non raggiunto; ripartizione dei seggi a livello regionale |                            |                                         |         |       |  |  |  |  |  |
| Data: 25 maggio 1958                                                           |                            |                                         |         |       |  |  |  |  |  |
| Fonte: eligendo.it risultati elettorali Ministero dell'interno                 |                            |                                         |         |       |  |  |  |  |  |

#### IV legislatura
|                                                                                | Anelito Barontini ✔️ Eletto | Partito Comunista Italiano              | 46 124  | 33,17 |  |  |  |  |  |
|                                                                                | Giorgio Morandi ✔️ Eletto   | Democrazia Cristiana                    | 45 929  | 33,03 |  |  |  |  |  |
|                                                                                | Agostino Bronzi             | Partito Socialista Italiano             | 23 653  | 17,01 |  |  |  |  |  |
|                                                                                | F. Pedrotti                 | Partito Liberale Italiano               | 8 435   | 6,07  |  |  |  |  |  |
|                                                                                | A. Avanzini                 | Partito Socialista Democratico Italiano | 8 246   | 5,93  |  |  |  |  |  |
|                                                                                | D. Bruno                    | MSI - PDIUM                             | 6 653   | 4,78  |  |  |  |  |  |
| Totale                                                                         | Totale                      | Totale                                  | 139 040 | 100   |  |  |  |  |  |
|                                                                                |                             |                                         |         |       |  |  |  |  |  |
| Voti non validi                                                                | Voti non validi             | Voti non validi                         | 7 168   | 4,90  |  |  |  |  |  |
| Votanti                                                                        | Votanti                     | Votanti                                 | 146 208 | 93,03 |  |  |  |  |  |
| Elettori                                                                       | Elettori                    | Elettori                                | 157 163 |       |  |  |  |  |  |
|                                                                                |                             |                                         |         |       |  |  |  |  |  |
| Nota: quorum del 65% non raggiunto; ripartizione dei seggi a livello regionale |                             |                                         |         |       |  |  |  |  |  |
| Data: 28 aprile 1963                                                           |                             |                                         |         |       |  |  |  |  |  |
| Fonte: Ministero dell'interno                                                  |                             |                                         |         |       |  |  |  |  |  |

#### V legislatura
|                                                                                | Flavio Luigi Bertone ✔️ Eletto | PCI - PSIUP                                      | 56 350  | 39,03 |  |  |  |  |  |
|                                                                                | Giorgio Morandi ✔️ Eletto      | Democrazia Cristiana                             | 47 916  | 33,19 |  |  |  |  |  |
|                                                                                | Domenico Bevilacqua            | PSI-PSDI Unificati                               | 23 550  | 16,31 |  |  |  |  |  |
|                                                                                | G. B. Rosa                     | Partito Liberale Italiano                        | 7 473   | 5,18  |  |  |  |  |  |
|                                                                                | P. Trapani Puccinelli          | Movimento Sociale Italiano                       | 4 773   | 3,31  |  |  |  |  |  |
|                                                                                | S. Sassano                     | Partito Repubblicano Italiano                    | 3 326   | 2,30  |  |  |  |  |  |
|                                                                                | F. Bonugli                     | Partito Democratico Italiano di Unità Monarchica | 994     | 0,69  |  |  |  |  |  |
| Totale                                                                         | Totale                         | Totale                                           | 144 382 | 100   |  |  |  |  |  |
|                                                                                |                                |                                                  |         |       |  |  |  |  |  |
| Voti non validi                                                                | Voti non validi                | Voti non validi                                  | 7 031   | 4,64  |  |  |  |  |  |
| Votanti                                                                        | Votanti                        | Votanti                                          | 151 413 | 93,89 |  |  |  |  |  |
| Elettori                                                                       | Elettori                       | Elettori                                         | 161 271 |       |  |  |  |  |  |
|                                                                                |                                |                                                  |         |       |  |  |  |  |  |
| Nota: quorum del 65% non raggiunto; ripartizione dei seggi a livello regionale |                                |                                                  |         |       |  |  |  |  |  |
| Data: 19 maggio 1968                                                           |                                |                                                  |         |       |  |  |  |  |  |
| Fonte: Ministero dell'interno                                                  |                                |                                                  |         |       |  |  |  |  |  |

#### VI legislatura
|                                                                                | Flavio Luigi Bertone ✔️ Eletto | PCI - PSIUP                             | 56 618  | 44,46 |  |  |  |  |  |
|                                                                                | Ettore Spora                   | Democrazia Cristiana                    | 48 574  | 38,14 |  |  |  |  |  |
|                                                                                | Angelo Landi                   | Partito Socialista Italiano             | 20 017  | 15,72 |  |  |  |  |  |
|                                                                                | F. Bonugli                     | Movimento Sociale Italiano              | 7 957   | 6,25  |  |  |  |  |  |
|                                                                                | Domenico Bevilacqua            | Partito Socialista Democratico Italiano | 6 479   | 5,09  |  |  |  |  |  |
|                                                                                | Bruno Ferdeghini               | Partito Repubblicano Italiano           | 5 354   | 4,20  |  |  |  |  |  |
|                                                                                | M. Fortelli                    | Partito Liberale Italiano               | 4 917   | 3,86  |  |  |  |  |  |
| Totale                                                                         | Totale                         | Totale                                  | 127 355 | 100   |  |  |  |  |  |
|                                                                                |                                |                                         |         |       |  |  |  |  |  |
| Voti non validi                                                                | Voti non validi                | Voti non validi                         | 27 489  | 17,75 |  |  |  |  |  |
| Votanti                                                                        | Votanti                        | Votanti                                 | 154 844 | 94,94 |  |  |  |  |  |
| Elettori                                                                       | Elettori                       | Elettori                                | 163 093 |       |  |  |  |  |  |
|                                                                                |                                |                                         |         |       |  |  |  |  |  |
| Nota: quorum del 65% non raggiunto; ripartizione dei seggi a livello regionale |                                |                                         |         |       |  |  |  |  |  |
| Data: 7 maggio 1972                                                            |                                |                                         |         |       |  |  |  |  |  |
| Fonte: eligendo.it risultati elettorali Ministero dell'interno                 |                                |                                         |         |       |  |  |  |  |  |

#### VII legislatura
|                                                                                | Flavio Luigi Bertone ✔️ Eletto  | Partito Comunista Italiano  | 65 329  | 42,99 |  |  |  |  |  |
|                                                                                | Ettore Spora                    | Democrazia Cristiana        | 49 894  | 32,83 |  |  |  |  |  |
|                                                                                | Falco Accame                    | Partito Socialista Italiano | 18 677  | 12,29 |  |  |  |  |  |
|                                                                                | Bruno Ferdeghini                | PLI - PRI - PSDI            | 10 967  | 7,22  |  |  |  |  |  |
|                                                                                | Aldo De Luca                    | Movimento Sociale Italiano  | 5 989   | 3,94  |  |  |  |  |  |
|                                                                                | Amalia Caterina Barbero Rapetti | Partito Radicale            | 1 114   | 0,73  |  |  |  |  |  |
| Totale                                                                         | Totale                          | Totale                      | 151 970 | 100   |  |  |  |  |  |
|                                                                                |                                 |                             |         |       |  |  |  |  |  |
| Voti non validi                                                                | Voti non validi                 | Voti non validi             | 4 595   | 2,93  |  |  |  |  |  |
| Votanti                                                                        | Votanti                         | Votanti                     | 156 565 | 95,58 |  |  |  |  |  |
| Elettori                                                                       | Elettori                        | Elettori                    | 163 801 |       |  |  |  |  |  |
|                                                                                |                                 |                             |         |       |  |  |  |  |  |
| Nota: quorum del 65% non raggiunto; ripartizione dei seggi a livello regionale |                                 |                             |         |       |  |  |  |  |  |
| Data: 20 giugno 1976                                                           |                                 |                             |         |       |  |  |  |  |  |
| Fonte: Ministero dell'interno                                                  |                                 |                             |         |       |  |  |  |  |  |

#### VIII legislatura
|                                                                                | Flavio Luigi Bertone ✔️ Eletto  | Partito Comunista Italiano                   | 63 122  | 42,32 |  |  |  |  |  |
|                                                                                | Giuseppe Oriana ✔️ Eletto       | Democrazia Cristiana                         | 49 058  | 32,89 |  |  |  |  |  |
|                                                                                | L. Rapallini                    | Partito Socialista Italiano                  | 17 084  | 11,45 |  |  |  |  |  |
|                                                                                | Bruno Ferdeghini                | Partito Repubblicano Italiano                | 6 154   | 4,13  |  |  |  |  |  |
|                                                                                | G. Contesso                     | Movimento Sociale Italiano                   | 4 826   | 3,24  |  |  |  |  |  |
|                                                                                | L. Mencarelli                   | Partito Socialista Democratico Italiano      | 3 369   | 2,26  |  |  |  |  |  |
|                                                                                | Amalia Caterina Barbero Rapetti | Partito Radicale                             | 3 235   | 2,17  |  |  |  |  |  |
|                                                                                | M. Fortelli                     | Partito Liberale Italiano                    | 1 897   | 1,27  |  |  |  |  |  |
|                                                                                | V. Cardinale                    | Costituente di Destra - Democrazia Nazionale | 406     | 0,27  |  |  |  |  |  |
| Totale                                                                         | Totale                          | Totale                                       | 149 151 | 100   |  |  |  |  |  |
|                                                                                |                                 |                                              |         |       |  |  |  |  |  |
| Voti non validi                                                                | Voti non validi                 | Voti non validi                              | 5 483   | 3,55  |  |  |  |  |  |
| Votanti                                                                        | Votanti                         | Votanti                                      | 154 634 | 92,87 |  |  |  |  |  |
| Elettori                                                                       | Elettori                        | Elettori                                     | 166 503 |       |  |  |  |  |  |
|                                                                                |                                 |                                              |         |       |  |  |  |  |  |
| Nota: quorum del 65% non raggiunto; ripartizione dei seggi a livello regionale |                                 |                                              |         |       |  |  |  |  |  |
| Data: 3 giugno 1979                                                            |                                 |                                              |         |       |  |  |  |  |  |
| Fonte: Ministero dell'interno                                                  |                                 |                                              |         |       |  |  |  |  |  |

#### IX legislatura
|                                                                                | Aldo Giacché ✔️ Eletto | Partito Comunista Italiano    | 61 751  | 42,77 |  |  |  |  |  |
|                                                                                | Giuseppe Oriana        | Democrazia Cristiana          | 41 284  | 28,59 |  |  |  |  |  |
|                                                                                | Antonio Pischedda      | Partito Socialista Italiano   | 16 995  | 11,77 |  |  |  |  |  |
|                                                                                | Sergio Zolezzi         | Partito Repubblicano Italiano | 7 851   | 5,44  |  |  |  |  |  |
|                                                                                | Giuseppe Zanelli       | Movimento Sociale Italiano    | 6 036   | 4,18  |  |  |  |  |  |
|                                                                                | Domenico Bevilacqua    | PLI - PSDI                    | 4 716   | 3,27  |  |  |  |  |  |
|                                                                                | Luigi Giovanni Tolo    | Lista per Trieste - PPPIU     | 2 096   | 1,45  |  |  |  |  |  |
|                                                                                | Stefano Lazzarino      | Partito Radicale              | 2 035   | 1,41  |  |  |  |  |  |
|                                                                                | Ernestino Mezzani      | Democrazia Proletaria         | 1 615   | 1,12  |  |  |  |  |  |
| Totale                                                                         | Totale                 | Totale                        | 144 379 | 100   |  |  |  |  |  |
|                                                                                |                        |                               |         |       |  |  |  |  |  |
| Voti non validi                                                                | Voti non validi        | Voti non validi               | 8 188   | 5,37  |  |  |  |  |  |
| Votanti                                                                        | Votanti                | Votanti                       | 152 567 | 91,55 |  |  |  |  |  |
| Elettori                                                                       | Elettori               | Elettori                      | 166 644 |       |  |  |  |  |  |
|                                                                                |                        |                               |         |       |  |  |  |  |  |
| Nota: quorum del 65% non raggiunto; ripartizione dei seggi a livello regionale |                        |                               |         |       |  |  |  |  |  |
| Data: 26 giugno 1983                                                           |                        |                               |         |       |  |  |  |  |  |
| Fonte: Ministero dell'interno                                                  |                        |                               |         |       |  |  |  |  |  |

#### X legislatura
|                                                                                | Aldo Giacché ✔️ Eletto        | Partito Comunista Italiano    | 58 867  | 40,87 |  |  |  |  |  |
|                                                                                | A. Pagani                     | Democrazia Cristiana          | 40 497  | 28,12 |  |  |  |  |  |
|                                                                                | Gianfranco Mariotti ✔️ Eletto | PSI - PSDI - PR               | 21 562  | 14,97 |  |  |  |  |  |
|                                                                                | G. Corvetti                   | Movimento Sociale Italiano    | 6 642   | 4,61  |  |  |  |  |  |
|                                                                                | G. Faleni                     | Partito Repubblicano Italiano | 5 728   | 3,98  |  |  |  |  |  |
|                                                                                | Pietro Lazagna                | Lista Verde                   | 4 404   | 3,06  |  |  |  |  |  |
|                                                                                | O. Di Francesco Lorefice      | Democrazia Proletaria         | 2 427   | 1,69  |  |  |  |  |  |
|                                                                                | M. Fortelli                   | Partito Liberale Italiano     | 2 037   | 1,41  |  |  |  |  |  |
|                                                                                | G. Parisi                     | Liga Veneta                   | 1 557   | 1,08  |  |  |  |  |  |
|                                                                                | G. Ferrero                    | Alleanza Popolare Pensionati  | 312     | 0,22  |  |  |  |  |  |
| Totale                                                                         | Totale                        | Totale                        | 144 033 | 100   |  |  |  |  |  |
|                                                                                |                               |                               |         |       |  |  |  |  |  |
| Voti non validi                                                                | Voti non validi               | Voti non validi               | 7 556   | 4,98  |  |  |  |  |  |
| Votanti                                                                        | Votanti                       | Votanti                       | 151 589 | 90,65 |  |  |  |  |  |
| Elettori                                                                       | Elettori                      | Elettori                      | 167 230 |       |  |  |  |  |  |
|                                                                                |                               |                               |         |       |  |  |  |  |  |
| Nota: quorum del 65% non raggiunto; ripartizione dei seggi a livello regionale |                               |                               |         |       |  |  |  |  |  |
| Data: 14 giugno 1987                                                           |                               |                               |         |       |  |  |  |  |  |
| Fonte: Ministero dell'interno                                                  |                               |                               |         |       |  |  |  |  |  |

#### XI legislatura
|                                                                                | Giovanni Lorenzo Forcieri ✔️ Eletto | Partito Democratico della Sinistra      | 37 163  | 26,11 |  |  |  |  |  |
|                                                                                | Carlo Costalli                      | Democrazia Cristiana                    | 31 850  | 22,38 |  |  |  |  |  |
|                                                                                | Antonio Pischedda ✔️ Eletto         | Partito Socialista Italiano             | 19 459  | 13,67 |  |  |  |  |  |
|                                                                                | Dino Grassi                         | Partito della Rifondazione Comunista    | 13 807  | 9,70  |  |  |  |  |  |
|                                                                                | Angelo Musetti                      | Lega Lombarda                           | 11 350  | 7,97  |  |  |  |  |  |
|                                                                                | Alfredo Perioli                     | Partito Repubblicano Italiano           | 7 457   | 5,24  |  |  |  |  |  |
|                                                                                | Pietro Valdes                       | Movimento Sociale Italiano              | 6 281   | 4,41  |  |  |  |  |  |
|                                                                                | Pierluigi Portunato                 | Federazione dei Verdi                   | 4 830   | 3,39  |  |  |  |  |  |
|                                                                                | Alberto Tartarini                   | Partito Liberale Italiano               | 2 693   | 1,89  |  |  |  |  |  |
|                                                                                | Giulio Alessandro Rampani           | Partito Socialista Democratico Italiano | 2 429   | 1,71  |  |  |  |  |  |
|                                                                                | Pierino Cacciamatta                 | Partito Pensionati                      | 1 862   | 1,31  |  |  |  |  |  |
|                                                                                | Vittorio Lo Bosco                   | La Lega Casalinghe-Pensionati           | 1 711   | 1,20  |  |  |  |  |  |
|                                                                                | Luigi Donalisio                     | Sì Referendum                           | 1 243   | 0,87  |  |  |  |  |  |
|                                                                                | Pietro Peniciaro                    | Federalismo - Pensionati Uomini Vivi    | 185     | 0,13  |  |  |  |  |  |
| Totale                                                                         | Totale                              | Totale                                  | 142 320 | 100   |  |  |  |  |  |
|                                                                                |                                     |                                         |         |       |  |  |  |  |  |
| Voti non validi                                                                | Voti non validi                     | Voti non validi                         | 7 603   | 5,07  |  |  |  |  |  |
| Votanti                                                                        | Votanti                             | Votanti                                 | 149 923 | 88,12 |  |  |  |  |  |
| Elettori                                                                       | Elettori                            | Elettori                                | 170 136 |       |  |  |  |  |  |
|                                                                                |                                     |                                         |         |       |  |  |  |  |  |
| Nota: quorum del 65% non raggiunto; ripartizione dei seggi a livello regionale |                                     |                                         |         |       |  |  |  |  |  |
| Data: 5 aprile 1992                                                            |                                     |                                         |         |       |  |  |  |  |  |
| Fonte: Ministero dell'interno                                                  |                                     |                                         |         |       |  |  |  |  |  |

## 1993-2005

### Territorio
Il collegio di La Spezia era uno dei 6 collegi uninominali in cui era suddivisa la Liguria; come previsto dal D.Lgs. del 20 dicembre 1993 n. 535, era compreso nelle province di Genova e della Spezia e comprendeva i seguenti comuni: Ameglia, Arcola, Beverino, Bolano, Bonassola, Borghetto di Vara, Brugnato, Calice al Cornoviglio, Carro, Carrodano, Casarza Ligure, Castelnuovo Magra, Castiglione Chiavarese, Deiva Marina, Follo, Framura, La Spezia, Lerici, Levanto, Maissana, Monterosso al Mare, Moneglia, Ortonovo, Pignone, Portovenere, Riccò del Golfo di Spezia, Riomaggiore, Rocchetta di Vara, Santo Stefano di Magra, Sarzana, Sesta Godano, Sestri Levante, Varese Ligure, Vernazza, Vezzano Ligure e Zignago.

### Eletti
| Elezione | Elezione | Senatore                  | Partito            |
| -------- | -------- | ------------------------- | ------------------ |
|          | 1994     | Giovanni Lorenzo Forcieri | Progressisti (PDS) |
|          | 1996     | Giovanni Lorenzo Forcieri | L'Ulivo (PDS/DS)   |
| 2001     |          | Giovanni Lorenzo Forcieri | L'Ulivo (PDS/DS)   |

### Dati elettorali

#### XII legislatura
|                               | Giovanni Lorenzo Forcieri ✔️ Eletto | Progressisti       | 74 455  | 44,15 |  |  |  |  |  |
|                               | Carlo Colliva                       | Polo delle Libertà | 40 786  | 24,19 |  |  |  |  |  |
|                               | Luigi Grillo                        | Patto per l'Italia | 33 789  | 20,04 |  |  |  |  |  |
|                               | Aldo De Luca                        | Alleanza Nazionale | 15 227  | 9,03  |  |  |  |  |  |
|                               | Giancarlo Parisi                    | Partito Pensionati | 4 367   | 2,59  |  |  |  |  |  |
| Totale                        | Totale                              | Totale             | 168 624 | 100   |  |  |  |  |  |
|                               |                                     |                    |         |       |  |  |  |  |  |
| Voti non validi               | Voti non validi                     | Voti non validi    | 10 213  | 5,71  |  |  |  |  |  |
| Votanti                       | Votanti                             | Votanti            | 178 837 | 87,22 |  |  |  |  |  |
| Elettori                      | Elettori                            | Elettori           | 205 030 |       |  |  |  |  |  |
|                               |                                     |                    |         |       |  |  |  |  |  |
| Data: 27-28 marzo 1994        |                                     |                    |         |       |  |  |  |  |  |
| Fonte: Ministero dell'interno |                                     |                    |         |       |  |  |  |  |  |

#### XIII legislatura
|                               | Giovanni Lorenzo Forcieri ✔️ Eletto | L'Ulivo             | 93 879  | 56,92 |  |  |  |  |  |
|                               | Aldo De Luca                        | Polo per le Libertà | 58 449  | 35,44 |  |  |  |  |  |
|                               | Francesco Sivori                    | Lega Nord           | 12 608  | 7,64  |  |  |  |  |  |
| Totale                        | Totale                              | Totale              | 164 936 | 100   |  |  |  |  |  |
|                               |                                     |                     |         |       |  |  |  |  |  |
| Voti non validi               | Voti non validi                     | Voti non validi     | 10 383  | 5,92  |  |  |  |  |  |
| Votanti                       | Votanti                             | Votanti             | 175 319 | 85,17 |  |  |  |  |  |
| Elettori                      | Elettori                            | Elettori            | 205 853 |       |  |  |  |  |  |
|                               |                                     |                     |         |       |  |  |  |  |  |
| Data: 21 aprile 1996          |                                     |                     |         |       |  |  |  |  |  |
| Fonte: Ministero dell'interno |                                     |                     |         |       |  |  |  |  |  |

#### XIV legislatura
|                               | Giovanni Lorenzo Forcieri ✔️ Eletto | L'Ulivo                              | 79 421  | 47,87 |  |  |  |  |  |
|                               | Andrea Corrado                      | Casa delle Libertà                   | 64 498  | 38,87 |  |  |  |  |  |
|                               | Maurizio Graziano                   | Partito della Rifondazione Comunista | 10 906  | 6,57  |  |  |  |  |  |
|                               | Roberto Quber                       | Lista Di Pietro                      | 4 403   | 2,65  |  |  |  |  |  |
|                               | Ivano Dardengo                      | Democrazia Europea                   | 3 665   | 2,21  |  |  |  |  |  |
|                               | Federico Favilli                    | Lista Pannella-Bonino                | 3 023   | 1,82  |  |  |  |  |  |
| Totale                        | Totale                              | Totale                               | 165 916 | 100   |  |  |  |  |  |
|                               |                                     |                                      |         |       |  |  |  |  |  |
| Voti non validi               | Voti non validi                     | Voti non validi                      | 6 671   | 3,87  |  |  |  |  |  |
| Votanti                       | Votanti                             | Votanti                              | 172 587 | 83,33 |  |  |  |  |  |
| Elettori                      | Elettori                            | Elettori                             | 207 106 |       |  |  |  |  |  |
|                               |                                     |                                      |         |       |  |  |  |  |  |
| Data: 13 maggio 2001          |                                     |                                      |         |       |  |  |  |  |  |
| Fonte: Ministero dell'interno |                                     |                                      |         |       |  |  |  |  |  |